# Conquista de las Bahamas (1783)
La captura de las Bahamas tuvo lugar en abril de 1783, al final de la Guerra de Independencia de los Estados Unidos, cuando una expedición leal bajo el mando de Andrew Deveaux se propuso recuperar las Bahamas de manos de los españoles. La expedición tuvo éxito y Nassau cayó sin que se disparara un solo tiro. Fue una de las últimas acciones de toda la guerra.

## Antecedentes
Las Bahamas habían sido tomadas por las fuerzas españolas en mayo de 1782. Sin embargo, San Agustín en el este de Florida todavía estaba en manos británicas, ya que los españoles pensaban que estaba demasiado bien defendido para atacar. Se ideó un plan para retomar las Bahamas lanzando un ataque contra Nassau. Andrew Deveaux era un leal y veterano del teatro sureño de la Guerra de Independencia de los Estados Unidos.

## Recaptura
El mayor Deveaux partió de Saint Augustine con setenta seguidores y dos días después se le unieron en el mar el bergantín corsario de 26 cañones Perseverance de Thomas Dow y el bergantín Whitby Warrior de Daniel Wheeler con 16 cañones y 120 hombres. La expedición ancló frente a Harbour y Eleuthera el 6 de abril y reclutó a otros 170 voluntarios para un atentado contra la guarnición española en Nueva Providencia.
Cuatro días después, el balandro Flor de Mayo llegó a Nueva Providencia con un mensaje del gobernador de Cuba Luis de Unzaga, diciendo que se habían firmado preliminares de paz en Europa y que las Bahamas serían restauradas al dominio británico a cambio del este de Florida.
Cuando la flotilla de Deveaux se acercó a Nueva Providencia el 13 de abril, el comandante español Claraco la confundió con contrabandistas. Sus patrullas de aduanas se sorprendieron al amanecer de la mañana siguiente al encontrar un grupo de desembarco fuertemente armado que irrumpió en tierra para ocupar Fort Montagu y tres botes de guardia. Claraco se retiró a su ciudadela y se dispuso un breve alto el fuego; Deveaux lo rescindió al día siguiente. Los españoles hundieron sus buques de guerra restantes el 16 de abril y se acurrucaron dentro del fuerte principal, antes de decidir entregarlo dos días después.

## Consecuencias
Más de 600 españoles se rindieron y se capturaron 50 cañones y siete barcos. Algunos de los barcos que habían sido hundidos fueron luego reflotados y los españoles fueron repatriados a Cuba.
Para entonces, Gran Bretaña ya había renunciado al este de Florida a cambio de las Bahamas en las conversaciones preliminares del Tratado de París. Como recompensa por sus esfuerzos en las Bahamas, Deveaux recibió una gran parte de la isla Cat, donde construyó una mansión en Port Howe, cuyos restos se pueden ver hoy.